# Фурункул
Фуру́нкул (лат. furunculus), чирей — острое гнойно-некротическое воспаление волосяного фолликула, сальной железы и окружающей соединительной ткани, вызываемое гноеродными бактериями, главным образом золотистым стафилококком. В простонародье фурункулы иногда называют «чирей» или «веред».

## Причина возникновения
Возникновению фурункула способствуют загрязнение кожи (часто встречающаяся причина у мужчин — неосторожное бритьё лица), повышенное пото- и салоотделение, нездоровое питание, нарушения обмена веществ, снижение активности иммунитета, переохлаждение и т. д.

## Признаки
Для фурункула свойственно появление на коже болезненной фолликулярной пустулы на фоне красной эритемы с некрозом в центре (т. н. стержень фурункула). После отторжения некротической ткани происходит заживление путём рубцевания. Наиболее часто фурункул возникает на коже шеи, затылка, лица, спины, бёдер, половых органах. 
Появление фурункулов в разных стадиях развития называется фурункулёзом, а гнойно-некротическое воспаление кожи и подкожной клетчатки вокруг группы волосяных мешочков и сальных желёз — карбункулом. При нахождении фурункула на лице возможны тяжёлые осложнения (гнойный менингит, сепсис).

## Лечение
Антисептическая обработка кожи вокруг воспалений. 
Лечат сформировавшийся фурункул с помощью разрешающих и противовоспалительных средств и способов — чистого ихтиола, сухого тепла. 
Вскрывшийся фурункул промывают стерильным гипертоническим раствором (поваренной соли) и накладывают солевые влажно-высыхающие повязки (для лучшего удаления гноя), а после отхождения гноя и некротических тканей на оставшуюся негнойную рану накладывают повязку с антибактериальными мазями. 
При высыпаниях на лице (в области верхней губы, носа и щёк) и осложнениях фурункула необходимо назначение антибиотиков, активных против стафилококков (метициллин, оксациллин, эритромицин и др.). 
Также в некоторых случаях в борьбе с фурункулёзом используют аутогемотерапию, либо хирургическим путем.

## Осложнения
Зависят от локализации и запущенности процесса.
1. Лимфангит и лимфаденит. Как правило, на развитие гнойного процесса и вместе с этим миграцией гноеродных бактерий с током лимфы реагируют регионарные группы лимфатических узлов с развитием воспалительной реакции.
2. Флегмона. Так, фурункул может стать причиной развития флегмоны тканей головы с развитием острого тромбоза синусов головного мозга, шеи с развитием гнойных затёков в средостение и развитием медиастенита, локализация на конечностях и туловище также может стать причиной развития флегмоны мягких тканей с распространением в межмышечные и межфасциальные ложа.
3. Сепсис. Является крайним и грозным осложнением, нередко ведущим к летальному исходу.

## Профилактика
Личная гигиена, предупреждение микротравм кожи, своевременная обработка травмированных участков кожи.